# Endasys amoenus
Endasys amoenus là một loài tò vò trong họ Ichneumonidae.